# Late Night Talking
A Late Night Talking Harry Styles angol énekes és dalszerző dala, amely 2022. május 20-án jelent meg az Erskine és a Columbia Records kiadókon keresztül, a második kislemezként a Harry’s House albumáról.

## Háttér
2022. március 31-én Styles kiadta az album első kislemezét, a zene kritikusok által elismert, és kereskedelmileg sikeres As It Was-t. 2022-es Coachella-fellépésén Styles előadta a dalt, két másik, korábban kiadatlan dallal, amelyek közül az egyik a Late Night Talking volt. Május 19-én is előadta a kislemezt a The Today Show műsorán, amelyet május 24-én követ egy fellépéssel a BBC Radio One-on.
Quinn Moreland (Pitchfork) véleménye szerint a dalt Olivia Wilde-ról írta, akivel 2021 során kapcsolatban volt az énekes.

## Kompozíció
A Late Night Talkingról azt írták, hogy egy „fényes” R&B dal, amely „betölt minden lehetséges űrt egy más mozgó részlettel, egészen a fúvós hangszereket imitáló vokálokig.”

## Díjak és jelölések
| Év   | Díjátadó               | Kategória   | Eredmény | For.  |
| ---- | ---------------------- | ----------- | -------- | ----- |
| 2022 | MTV Video Music Awards | A nyár dala | Jelölve  | [ 7 ] |

## Slágerlista
| Slágerlista (2022–2023)               | Legmagasabb pozíció |
| ------------------------------------- | ------------------- |
| Argentina (Argentina Hot 100)         | 36                  |
| Ausztrália (ARIA)                     | 2                   |
| Ausztria (Ö3 Austria Top 40)          | 9                   |
| Belgium (Ultratop 50 Flanders)        | 10                  |
| Belgium (Ultratop 50 Wallonia)        | 14                  |
| Brazília (Pop Internacional)          | 4                   |
| Csehország (Rádio Top 100)            | 20                  |
| Csehország (Singles Digitál Top 100)  | 6                   |
| Dánia (Tracklisten Top 40)            | 9                   |
| Dél-Afrika (RISA)                     | 15                  |
| Dél-Korea (Gaon)                      | 130                 |
| Egyesült Királyság (UK Singles Chart) | 2                   |
| Finnország (Singlet Top 20)           | 15                  |
| Franciaország (Single Top 100)        | 32                  |
| Fülöp-szigetek (Billboard)            | 25                  |
| Global 200 (Billboard)                | 2                   |
| Görögország (IFPI)                    | 2                   |
| Hollandia (Top 40)                    | 11                  |
| Hollandia (Single Top 100)            | 6                   |
| Horvátország (Billboard)              | 10                  |
| Horvátország (HRT)                    | 6                   |
| Izland (Plötutíðindi)                 | 4                   |
| Írország (IRMA)                       | 2                   |
| Japán (Billboard Japan Hot Overseas)  | 9                   |
| Kanada (Canadian Hot 100)             | 3                   |
| Kanada AC (Billboard)                 | 3                   |
| Kanada CHR/Top 40 (Billboard)         | 3                   |
| Kanada Hot AC (Billboard)             | 1                   |
| Lengyelország (Polish Airplay Top 20) | 7                   |
| Libanon (OLT20)                       | 17                  |
| Litvánia (AGATA)                      | 5                   |
| Luxemburg (Billboard)                 | 7                   |
| Magyarország (Rádiós Top 40)          | 3                   |
| Magyarország (Stream Top 40)          | 14                  |
| Malajzia (RIM International)          | 6                   |
| Mexikó (Billboard Airplay)            | 1                   |
| Németország (Media Control Charts)    | 83                  |
| Norvégia (VG-lista)                   | 9                   |
| Olaszország (FIMI)                    | 25                  |
| Portugália (AFP Top 100 Singles)      | 3                   |
| Spanyolország (PROMUSICAE)            | 49                  |
| Svájc (Schweizer Hitparade)           | 11                  |
| Svédország (Sverigetopplistan)        | 9                   |
| Szingapúr (RIAS)                      | 5                   |
| Szlovákia (Rádio Top 100)             | 44                  |
| Szlovákia (Singles Digitál Top 100)   | 4                   |
| US Billboard Hot 100                  | 3                   |
| US Adult Contemporary (Billboard)     | 7                   |
| US Adult Top 40 (Billboard)           | 1                   |
| US Dance/Mix Show Airplay (Billboard) | 8                   |
| US Mainstream Top 40 (Billboard)      | 1                   |
| Új-Zéland (Recorded Music NZ)         | 2                   |
| Vietnám (Vietnam Hot 100)             | 53                  |

| Slágerlista (2022)                | Pozíció |
| --------------------------------- | ------- |
| Ausztrália (ARIA)                 | 37      |
| Belgium (Ultratop 50 Flanders)    | 61      |
| Belgium (Ultratop 50 Wallonia)    | 80      |
| Dánia (Tracklisten)               | 90      |
| Egyesült Királyság (UK Singles)   | 32      |
| Global 200 (Billboard)            | 62      |
| Hollandia (Dutch Top 40)          | 29      |
| Hollandia (Single Top 100)        | 65      |
| Kanada (Canadian Hot 100)         | 21      |
| Lengyelország (ZPAV)              | 61      |
| Litvánia (AGATA)                  | 55      |
| US Billboard Hot 100              | 25      |
| US Adult Contemporary (Billboard) | 28      |
| US Adult Top 40 (Billboard)       | 16      |
| US Mainstream Top 40 (Billboard)  | 12      |

## Minősítések
| Régió | Minősítés       | Eladott példányszám |
| --- | --------------- | ------------------- |
| Ausztrália (ARIA) | 2× Platinalemez | 140 000‡            |
| Brazília (Pro-Música Brasil)                                                                                            | 2× Platinalemez | 80 000‡             |
| Dánia (IFPI Danmark) | Aranylemez      | 45 000‡             |
| Egyesült Államok (RIAA)                                                                                                 | Aranylemez      | 500 000‡            |
| Egyesült Királyság (BPI)                                                                                                | Platinalemez    | 600 000‡            |
| Franciaország (SNEP) | Aranylemez      | 100 000‡            |
| Kanada (Music Canada)                                                                                                   | Platinalemez    | 80 000‡             |
| Lengyelország (ZPAV) | Aranylemez      | 25 000‡             |
| Olaszország (FIMI) | Aranylemez      | 50 000‡             |
| Portugália (AFP) | Platinalemez    | 10 000‡             |
| Svájc (IFPI Switzerland)                                                                                                | Aranylemez      | 10 000‡             |
| Új-Zéland (RMNZ) | Aranylemez      | 15 000‡             |
| Streaming |                 |                     |
| Görögország (IFPI Greece)                                                                                               | Aranylemez      | 1 000 000†          |
| Svédország (GLF) | Aranylemez      | 4 000 000†          |
| ‡ Eladási+streaming példányszámok kizárólag a minősítés alapján. † Csak streaming számok kizárólag a minősítés alapján. |                 |                     |

## Kiadások
| Régió              | Dátum               | Formátum(ok)                     | Kiadás             | Kiadó(k)         | For.   |
| ------------------ | ------------------- | -------------------------------- | ------------------ | ---------------- | ------ |
| Egyesült Királyság | 2022. május 25.     | digitális letöltés               | Eredeti            | Erskine Columbia | [ 90 ] |
| Egyesült Államok   | 2022. június 21.    | kortárs slágerrádió              | Eredeti            | Columbia         | [ 91 ] |
| Olaszország        | 2022. július 15.    | rádió airplay                    | Eredeti            | Sony             | [ 92 ] |
| Egyesült Királyság | 2022. augusztus 5.  | CD                               | Eredeti            | Erskine Columbia | [ 93 ] |
| Világszerte        | 2022. augusztus 18. | kazetta CD 7 hüvelykes hanglemez | Eredeti Hangszeres | Erskine Columbia | [ 94 ] |
| Világszerte        | 2022. szeptember 2. | digitális letöltés streaming     | Eredeti Hangszeres | Erskine Columbia | [ 95 ] |